# Loot (Computerspiel)
Loot [luːt] (engl. „Beute“, „Plünderung“) in Videospielen, auch Drop, ist eine Bezeichnung jeglicher Beutestücke, welche Gegner zurücklassen.

## Beschreibung
Loot ist in Computerspielen ein Belohnungssystem, das meist das Töten von Computer-Gegnern (selten das von anderen Mitspielern) honoriert. Durch das Einsammeln der Beute kann der Spieler seine Figur weiterentwickeln, sei es direkt durch die Nutzung derselbigen oder durch den Verkauf innerhalb des Spiels und Reinvestition der Spielwährung in passende Ausrüstungsgegenstände. Die Beutestücke unterscheiden sich in Wert und Güte enorm. Einfache Gegner droppen oft gewöhnliche Gegenstände, welche meist nur zum Verkauf geeignet sind. Endgegner lassen dagegen häufig seltene und daher besonders begehrte Ausrüstungsstücke zurück. Die Wahrscheinlichkeit, mit der derartige Gegenstände erscheinen, wird durch die sogenannte drop rate bestimmt. Über sie können Entwickler Kontrolle auf die Ökonomie der Spielwelt ausüben.
Der Spieler, der die Beute aufsammelt, wird Looter genannt. Dieser Begriff wird oft auch für Spieler benutzt, welche sich auf das Sammeln von Beutestücken spezialisiert haben (z. B. durch das Durchforsten der Spiellandschaft nach übrig gebliebenen, noch nicht beanspruchten Gegenständen). Schließen sich mehrere Looter zusammen, um Gegner um der Beute willen zu besiegen, werden sie auch als Raider (englisch für „Plünderer“) bezeichnet, ihre Gruppenaktionen als Raid (englisch für „Kommandoaktion“, „Raubzug“).
„Looten“ hat besonders in Action-Rollenspielen wie Diablo 3 und MMORPGs wie World of Warcraft einen enorm hohen Stellenwert. Aber auch Shooter wie Borderlands, DayZ und Destiny setzen auf diese Mechanik.

## Wirkung
Action-Rollenspiele wie Diablo 3 setzen durch Loot auf einen Sammeltrieb und den Wunsch des Spielers, seine Figur immer weiter zu verbessern, wodurch eine Sogwirkung ausgelöst wird, die zum Spielen anhält. Mit einem konstanten Fluss an Gegenständen werden schnelle Belohnungsimpulse gesetzt. Es ist insbesondere die drop rate, die die Erwartung, etwas Neues oder Überraschendes zu finden, hoch hält. Dadurch wird während des Spielens im Körper des Spielers der Botenstoff Dopamin freigesetzt, der zum Weitermachen animiert.
Auf der anderen Seite unterscheiden sich die Lootgegenstände in dieser Spielform meist nur wenig voneinander. Sie haben durch ihr inflationäres Vorkommen nur wenig Bedeutung für das Spielprinzip. Demgegenüber steht beispielsweise in Titeln wie Demon’s Souls und Dark Souls das Modell mit nur wenigem, exakt platziertem und schwer zugänglichem Loot. Diese Gegenstände erfüllen eine vorgegebene Funktion und sind somit für den weiteren Spielverlauf wichtig.

## Lootsysteme
Da die Zahl der wertvollen Loot-Gegenstände üblicherweise niedrig gehalten wird, stellt insbesondere in gruppenbasierten Spielen die Verteilung des Loots ein grundlegendes Problem dar. Da es das Spielziel der meisten MMOs ist, die eigene Spielfigur zu verbessern, kann die Verweigerung von Loot zu persönlichen Konflikten zwischen Mitspielern führen.
Um eine gerechte Verteilung des Loots zu gewährleisten, kommen häufig Regelwerke zum Einsatz, Lootsysteme genannt. Es gibt unabhängig vom Spiel geführte Systeme wie Dragon Kill Points (DKP), in denen beispielsweise die Beteiligung jedes Spielers an Aktionen der Spielgruppe mit Punkten belohnt wird, die bei der Versteigerung des Loots nach einem erfolgreichen Raid zum Erwerb eines gewünschten Gegenstands eingesetzt werden können. Ein einfach zu verstehendes und transparentes Lootingsystem wird von Spielern als wichtiges Etikettemerkmal und vertrauensbildende Funktion erachtet, Spieler machen ihre Gruppenzugehörigkeit mitunter von ihrem Einverständnis mit diesem Regelwerk abhängig. Im sozialen Umfeld von Onlinespielen können sie daher den Gruppenzusammenhalt in einem üblicherweise disparaten Teilnehmerfeld stärken und ein von außen auferlegtes Regelwerk oder externe Intervention überflüssig machen. Sie sind jedoch mitunter, wie im Fall von DKP, sehr wartungsaufwändig und nicht unter jedem Aspekt zufriedenstellend.
Daneben gibt es auch im Spiel integrierte Systeme. Sie setzen bspw. wie in Anarchy Online eine Loot-Priorität fest, die es in einem kurzen Zeitraum nach Besiegen des Gegners nur demjenigen erlaubt, Beute aufzuheben, der auch wirklich am Kampf beteiligt war. Andere Systeme errechnen den Beitrag der Spieler am Gesamtschaden und den daraus resultierenden Anteil an der Beute. Alternativ (z. B. in World of Warcraft) wird der Gegner beim ersten Angriff für den Angreifer und seine Gruppe markiert und kann nach seinem Ableben nur durch diese gelootet werden. Andere Systeme setzen auf sogenannte private Lootstreams, die für jeden Spieler individuell erstellt werden.
Als sogenannte loot whore oder „Loot-Huren“ werden Spieler bezeichnet, die unabhängig vom Wert eines Gegenstandes alles daransetzen, diesen zu erlangen. Spieler, die dagegen versuchen, die gesamte Beute vor dem rechtmäßigen Besitzer (denjenigen, die einen Gegner getötet haben) zu erlangen, werden als „Ninja-Looter“ bezeichnet. Sie missachten dabei auch vorher festgelegte Lootregeln, weshalb ihr Verhalten häufig als unfair und demotivierend wahrgenommen wird. Der Begriff stammt aus dem Umfeld des MMORPGs Everquest.

## Bedeutung
Teilweise wird mit erbeuteten Gegenständen reales Geld verdient, indem sie über Internet-Foren weiterverkauft werden. Der Handel mit virtuellen Gütern führt zu Phänomenen wie dem sogenannten Goldfarming.
Es gibt auch Rollenspiele, die sich in Ansätzen ironisch über das Looten auslassen, wie z. B. The Bard’s Tale, in dem der erste vom Spieler getötete Wolf von Waffen über Rüstungen bis hin zu Küchengeräten alle möglichen Gegenstände hinterlässt, welche man niemals bei einem Wolf vermuten würde.